# PROTEUS (plate-forme satellite)
Pour les articles homonymes, voir Proteus et Protée.

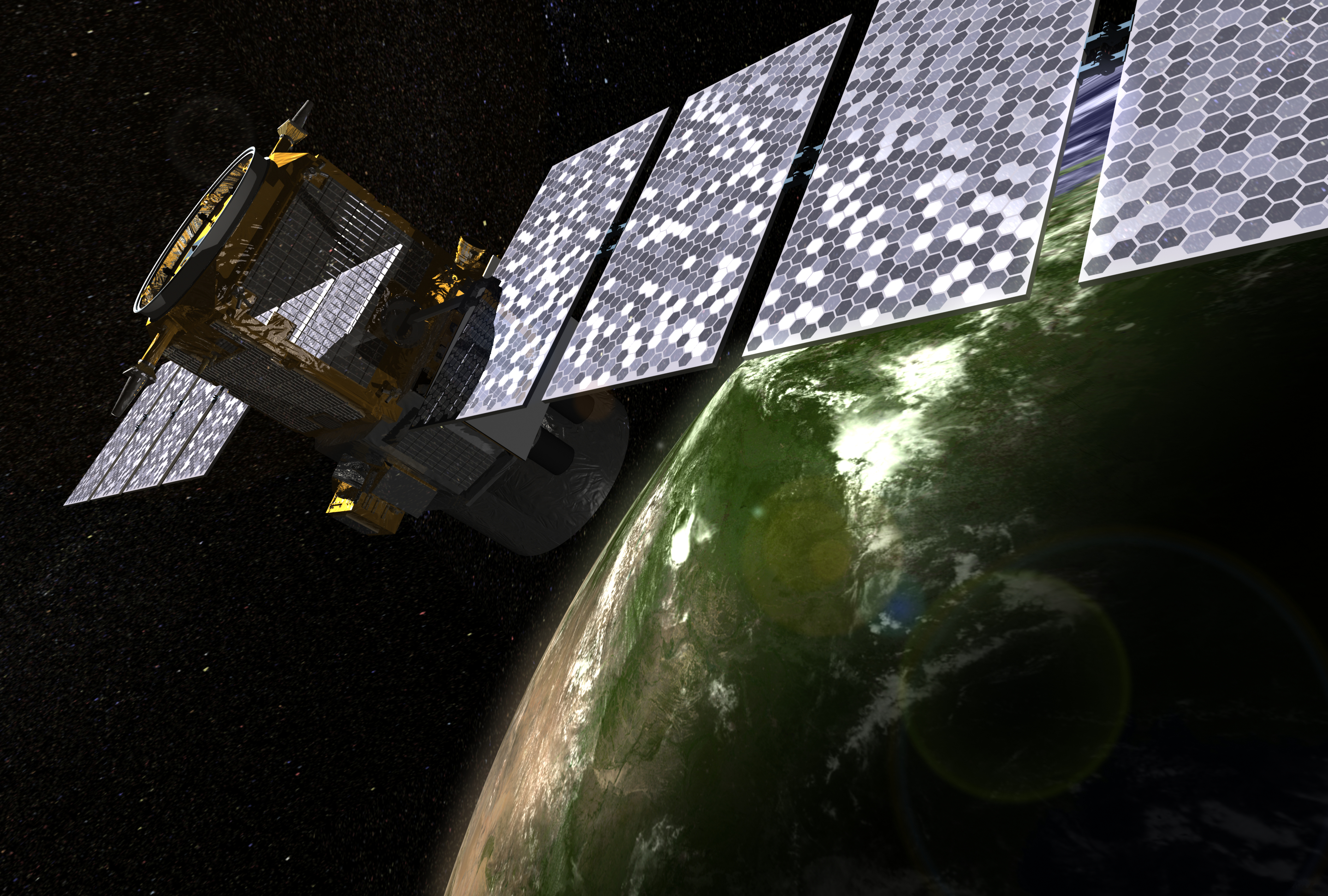
Vue d'artiste du satellite CALIPSO.

PROTEUS (acronyme de Plateforme Reconfigurable pour l'Observation, les Télécommunications Et les Usages Scientifiques) est une plateforme stabilisée sur 3 axes conçue pour des minisatellites d'environ 500 kg circulant en orbite terrestre basse. La plateforme est utilisée par six satellites scientifiques développés dans le cadre du programme spatial du Centre national d'études spatiales (CNES) ou de l'Agence spatiale européenne : Jason 1, 2 et 3, CALIPSO, CoRoT et SMOS. La plateforme est développée par la division satellite d'Aérospatiale (en 2016 Thales Alenia Space).

## Historique

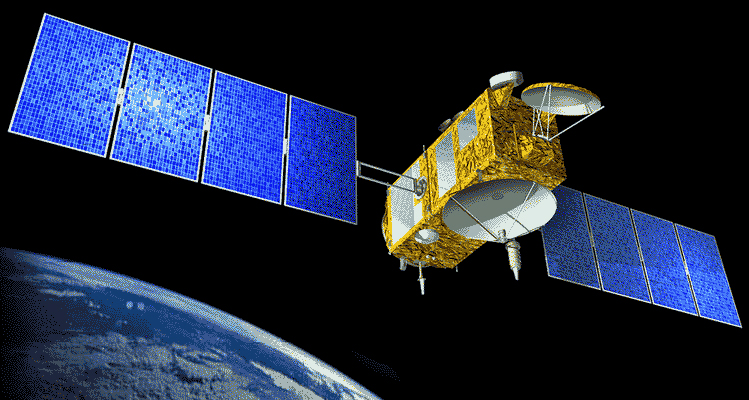
Vue d'artiste du satellite Jason-1.

C'est à partir de 1993 que le CNES décide de lancer le développement de la filière de minisatellites PROTEUS conjointement avec le satellite Jason-1, premier utilisateur de cette filière. Elle veut répondre aux besoins des satellites de la classe 500 kg-700 kg sur les orbites basses dans les différentes disciplines de la science et des applications.
Après une consultation industrielle auprès des maîtres d'œuvre nationaux de l'époque, Aérospatiale (Cannes) est retenue, en mai 1996, comme maître d'œuvre industriel, dans le centre spatial de Canne - Mandelieu.
En 2010, PROTEUS cumule 20 années de succès en orbite, avec les cinq satellites déjà lancés : Jason-1, CALIPSO, CoRoT, Jason-2 et SMOS.
Dans la même optique de plateforme multi-mission, la filière Myriade est développée pour les microsatellites de moins de 200 kg.

### Caractéristiques techniques
PROTEUS est une plateforme stabilisée sur 3 axes conçue pour des missions en orbite terrestre basse de satellite dont la masse totale est environ 500 kg dont 270 kg pour la plateforme hors ergols. Ses principales caractéristiques sont les suivantes  :
- Dimensions : 954 mm x 954 mm x 1000 mm
- Énergie : panneaux solaires d'une superficie de 9,5 m2 disposant d'un degré de liberté et fournissant 450 watts (Jason-1) à 550 watts (Jason-3) en fin de vie théorique.
- Contrôle d'attitude : le satellite est stabilisé sur 3 axes avec une précision de pointage de 0,15° (Jason-3). Les capteurs fins utilisés pour déterminer l'orientation du satellite sont deux viseurs d'étoiles trois axes et trois gyromètres deux axes. Les capteurs grossiers sont des magnétomètres trois axes et 8 capteurs solaires disposant d'un champ optique de 4 pi. L'orientation est corrigée à l'aide de quatre roues de réaction qui sont désaturées à l'aide de magnéto-coupleurs.
- Propulsion : moteurs-fusées à ergols liquides brûlant de l'hydrazine avec un Delta-v d'environ 120 m/s. La masse d'hydrazine emportée est de 28 kg (Jason-3).
- Stockage des données : 500 mégabits pour les données télémétriques et 2 gigabits pour les données scientifiques.
- Télécommunications en bande S avec un débit maximal de 800 kilobits/s.
- Durée de vie : 3 ans pour les consommables, 5 ans pour la résistance à l'usure et aux radiations.

## Responsabilités
Un partenariat est mis en place entre le CNES et Aérospatiale pour le développement de la plateforme et du segment sol de commande et contrôle associé. C'est une équipe intégrée CNES / Aérospatiale qui réalise la conception du produit PROTEUS dont la réalisation industrielle de la plateforme et des satellites associés revient à Aérospatiale, devenue depuis Thales Alenia Space, conformément à l'accord de partenariat, le CNES reste maître d'œuvre de ses propres missions.

## Applications
Six satellites utilisent cette plateforme :
- Jason-1, télédétection pour la mesure de la hauteur des océans, lancé le 7 décembre 2001. Il fête son dixième anniversaire en 2011[4].
- CALIPSO, lancé le 28 avril 2006, satellite de météorologie.
- CoRoT, télescope spatial destiné à l'étude de la structure interne des étoiles et à la recherche d'exoplanètes, lancé le 27 décembre 2006.
- Jason-2, second modèle de vol, lancé le 20 juin 2008[5].
- SMOS, mission d'étude de l'humidité des sols, lancé le 2 novembre 2009[6].
- Jason-3, copie de Jason-2, commandé le 24 février 2010 par EUMETSAT et placé en orbite en janvier 2016. Il s'agit du plus récent satellite utilisant cette plateforme.